# Lietavská Svinná-Babkov
Lietavská Svinná-Babkov és un poble i municipi d'Eslovàquia que es troba a la regió de Žilina, al centre-nord del país.

## Història
La primera menció escrita de la vila es remunta al 1393.

## Demografia
| Godina             | 1994 | 2004   | 2014   | 2024   |
| ------------------ | ---- | ------ | ------ | ------ |
| Nombre de persones | 1491 | 1562   | 1714   | 1725   |
| Diferència         |      | +4,76% | +9,73% | +0,64% |

| Godina             | 2023 | 2024   |
| ------------------ | ---- | ------ |
| Nombre de persones | 1717 | 1725   |
| Diferència         |      | +0,46% |